# Parque Fernando Peñalver
El parque Fernando Peñalver es un parque ubicado en la Parroquia Urbana San José al noreste en la ciudad de Valencia, Estado Carabobo en Venezuela. Es el pulmón vegetal al margen del río Cabriales, uno de los lugares favoritos de los valencianos, ocupa 71 ha y una longitud de 2 km. Junto a él se ubica el Parque Negra Hipólita y cuenta con una concha acústica, caminerías, caballerizas, bosque y campo. En la concha acústica se celebra el Festival Cabriales. Fue inaugurado en el año 1993.

## Descripción
Se extiende desde la Avenida San José de Tarbes y el Distribuidor El Trigal al Norte, hasta el Distribuidor Fábrica de Cemento y la Avenida Rojas Queipo al Sur, Al Este lo bordea la Autopista Regional del Centro Tramo Este y al Oeste la Avenida Paseo Cabriales.
- Longitud: 2 km

- Superficie: 15 ha[1]

- Jardinería: 4,6 ha

- Accesos: Su entrada principal es a través de la entrada del Parque Negra Hipólita, por el cruce entre la Avenida Paseo Cabriales y la Calle Los Sauces. Las tres vías de acceso restantes se ubican a lo largo de la Avenida Paseo Cabriales, siendo el último, donde está la gran bandera frente a la Torre Movilnet Valencia.

- Horario: de martes a domingo desde las 5:00 a. m., hasta las 5:00 p. m.; en caso del día lunes como feriado para mantenimiento del parque, la apertura el Parque y cerrará sus puertas respectivamente al siguiente día.

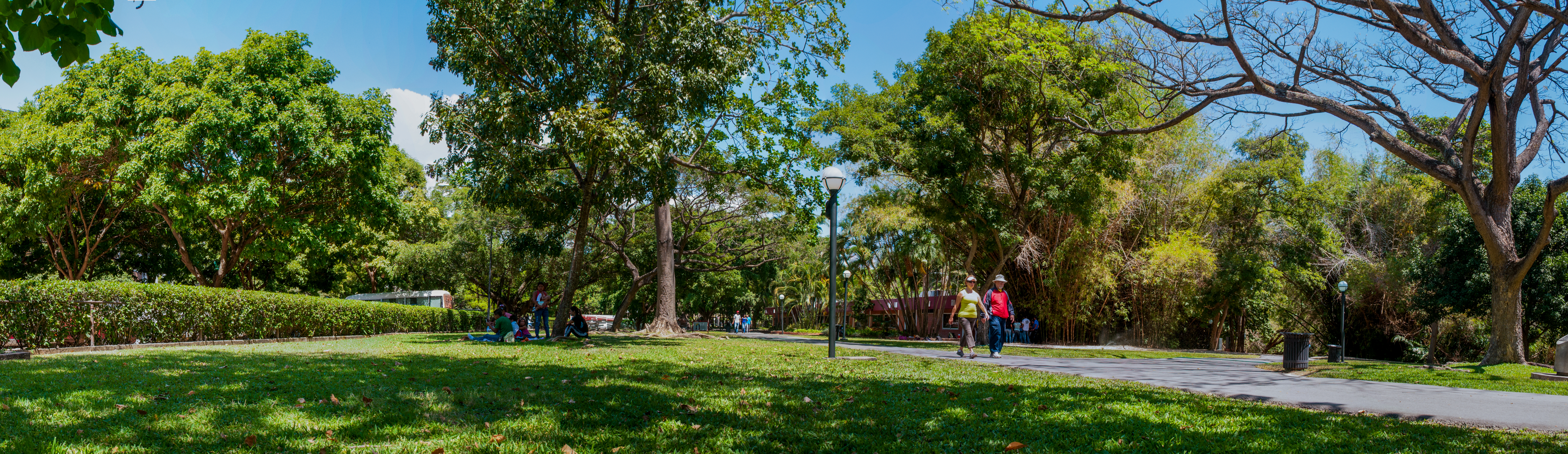
Vista parcial del Parque Fernando Peñalver, Valencia, Venezuela.

## Historia
La primera etapa se concluyó bajo el gobierno estadal de Henrique Salas Römer en 1992. Esta parte del parque, que se extiende desde el Parque Negra Hipólita hasta la Concha Acústica al lado este del río Cabriales, fue llamado Parque Fernando Peñalver, en honor al Primer Presidente (equivalente al actual título de Gobernador) del Estado Carabobo. Eduardo Santaella, arquitecto de esta etapa del parque, dijo en una entrevista al diario El Carabobeño que el Parque Fernando Peñalver no es una extensión del Parque Negra Hipólita, sino más bien otro parque totalmente distinto:

“Hay que recordarle a las autoridades, que independientemente de los cambios políticos, ese parque debe ser respetado porque no fue improvisado y porque constituye el símbolo más útil que tiene la ciudad de Valencia. Yo no hice el parque Negra Hipólita. Sí el creador de un parque totalmente distinto que lleva el nombre de Fernando Peñalver, primer gobernador de la provincia de Carabobo, en 1825”
Eduardo Santaella, arquitecto del Parque Fernando Peñalver. Entrevista al Diario El Carabobeño

La segunda etapa, que también forma parte del Parque Fernando Peñalver, culminó en 1996. Comienza desde la Concha Acústica y termina en una vivienda pequeña donde funciona la Dirección de Parques. Luego durante la gestión del gobernador Henrique Salas Feo se extendió el parque hasta su dimensión actual.
En diciembre del 2004, Luis Felipe Acosta Carlez decidió dar el nombre de Parque Negra Hipólita por medio de un decreto, con fines políticos. A finales de 2008, vuelve a ser electo Henrique Salas Feo, el cual decidió restituir el nombre de Parque Fernando Peñalver.